# Észak-Horászán tartomány

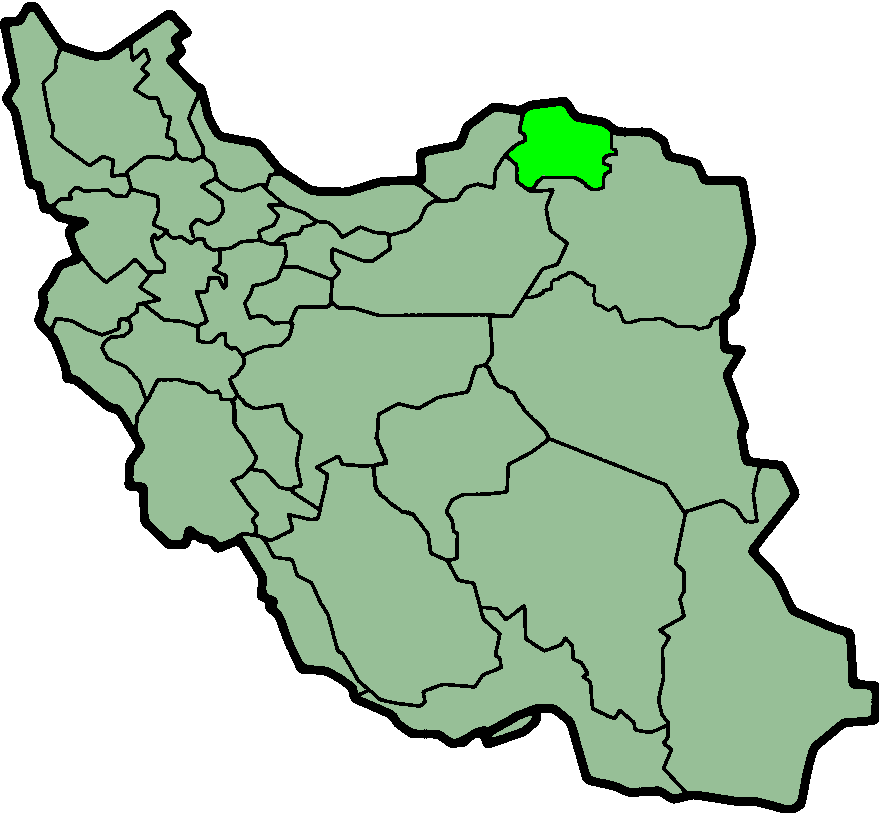
Észak-Horászán tartomány elhelyezkedése Iránban

Észak-Horászán tartomány (perzsául استان خراسان شمالی [Ostân-e Ḫorâsân-e Šamâli]) Irán 31 tartományának egyike az ország északkeleti részén. Északon Türkmenisztán, keleten és délen Razavi Horászán, délnyugaton Szemnán tartomány, nyugaton pedig Gulisztán határolja. Székhelye Bodzsnurd városa. Területe 28 434 km², lakossága 791 930 fő.

## Népesség
A tartomány népessége az alábbiak szerint alakult:
| Lakosok száma | 811 572 | 867 727 | 863 092 |
|               | 2006    | 2011    | 2016    |

## Közigazgatási beosztása
Észak-Horászán tartomány 2021. novemberi állás szerint 8 megyére (sahrasztán) oszlik. Ezek: Bodzsnurd, Dzsádzsrom, Eszfarájen, Fárudzs, Garme, Máne és Szamalkán, Ráz és Dzsargalán, Sirván.

## Fordítás
- Ez a szócikk részben vagy egészben  a(z)   استان‌های ایران című perzsa Wikipédia-szócikk ezen változatának fordításán alapul.  Az eredeti cikk szerkesztőit annak laptörténete sorolja fel. Ez a jelzés csupán a megfogalmazás eredetét és a szerzői jogokat jelzi, nem szolgál a cikkben szereplő információk forrásmegjelöléseként.